# Jintara Poonlarp
Jintara Poonlarp, soms ook genoemd Jintara Punlarp, Thai: จินตหรา พูนลาภ, (moo baan Chanthung (district Kaset Wisai, provincie Roi Et), 6 maart 1969) is in Thailand een zeer bekende artiest.
Jintara zingt in verscheidene Thaise muziekstijlen zoals Mor lam sing, Luk thung en String. Behalve over Thaise onderwerpen heeft Jintara ook een nummer uitgebracht over de aanslagen op het World Trade Center op 11 september 2001 genaamd Arlai World Trade, wat rouwen om het world trade betekent.
Jintara heeft ook veel fans buiten Thailand. Ze heeft onder andere optredens verzorgd in Duitsland, Denemarken en de Verenigde Staten.
Ze treedt soms ook als actrice op, voornamelijk in gastrollen op de Thaise tv en in films.

## Discografie
- Took lauk auk rong rian (ถูกหลอกออกโรงเรียน)
- Wan puean kian jot mai (วานเพื่อนเขียนจดหมาย)
- Rai oi khoi rak (ไร่อ้อยคอยรัก)
- Songsan huajai (สงสารหัวใจ)
- Uaipon hai puean (อวยพรให้เพื่อน)
- Mor Lam Sa On+Luk Thung Sa on 1st-14th (หมอลำสะออน+ลูกทุ่งสะออน ชุด 1-14)
- Jintara Krob Krueang 1st-9th (จินตหราครบเครื่อง ชุด 1-9)
- Tao Ngoy (เต่างอย)[4]
- Phak Dee Tee Jeb (ภักดีที่เจ็บ)[5]